# Clint Howard
Clint Howard (20 april 1959) is een Amerikaans (stem)acteur.

## Carrière
Howard speelde voor The Walt Disney Company als Roe in de filmsegmenten Winnie de Poeh en de honingboom en Winnie de Poeh en de waaibomendag. Ook was hij in Jungle Boek te horen als Hathi Jr. Andere filmrollen zijn The Waterboy en Apollo 13. Bekende televisieproducties waar Howard in verscheen, zijn Gentle Ben, The Baileys of Balboa, The Cowboys en My Name Is Earl. In 2024 had hij een gastrol in The Bold and the Beautiful als de dakloos geraakte rocker Tom Starr die het leven van Sheila Carter redde en bij zijn comebackconcert werd vermoord. Behalve acteur is Howard zanger van The Kempsters en maakt sneeuwbollen op maat.

## Privé
Hij trouwde in 2020 met Kat C. Howard en is de broer van Ron Howard. Hun ouders zijn Rance Howard en Jean Seegle.